# Б'єнвеніда (Бадахос)
Б'єнвеніда (ісп. Bienvenida) — муніципалітет в Іспанії, у складі автономної спільноти Естремадура, у провінції Бадахос. Населення — 2332 особи (2010).
Муніципалітет розташований на відстані близько 320 км на південний захід від Мадрида, 95 км на південний схід від Бадахоса.

## Демографія
Динаміка населення (INE ):